# Barrage de la Boureïa
Le barrage de Boureïa est un barrage sur la Boureïa en Russie. La construction du barrage commença en 1976 et se termina en 2009. Long de 810 m et haut de 140 m, il est associé à une centrale hydroélectrique d'une capacité de 2 010 MW. Il est géré par RusHydro.